# Palácio Solliden

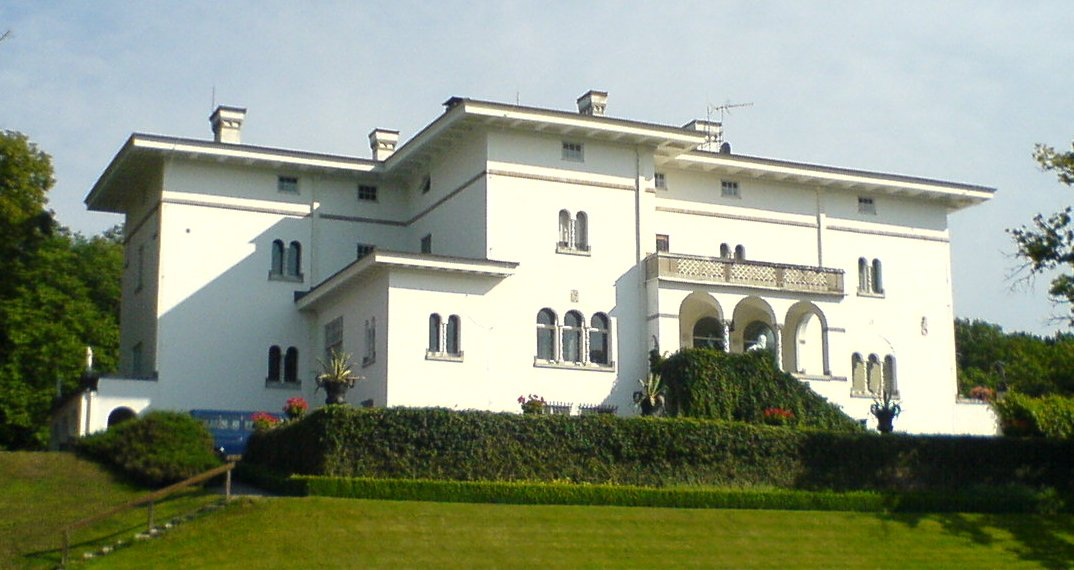
Palácio

O Palácio Solliden é a residência de verão da família real sueca, situada na ilha da Olândia, a 3 quilômetros a sul da cidade de Borgholm. 
Foi projetado pelo arquiteto Torben Grut e construído entre 1903-1906, ao estilo renascença italiano, para residência de convalescença da futura rainha Vitória da Suécia.

No seu exterior existem um jardim italiano, um jardim de rosas holandês e um parque inglês, aberto no verão aos turistas.